# Finská válka
Finská válka byl konflikt mezi Švédským královstvím a Ruskou říší, který trval od února 1808 do září 1809. V důsledku války bylo z východní třetiny Švédska založeno autonomní Finské velkoknížectví v rámci Ruské říše. Dalším pozoruhodným důsledkem byly to, že švédský parlament přijal novou ústavu a rod Bernadotte se v roce 1818 dostal na švédský královský trůn.